# 榆林区
榆林区是中國上海歷史上的一個市辖区，成立於1945年8月。
範圍東至杨树浦港，西至大連路、秦皇岛路。南抵黃浦江，北至控江路。區名來自於榆林路。1958年，江湾区的部分地區以及北郊区的工农乡劃入榆林區，榆林區的北部邊界擴展至西体育会路（今中山北一路）和邯郸路。1959年，工农乡划归宝山县。1960年1月，榆林区併入楊浦區。